# Jean Baptiste Cazimir Prou-Gaillard
Jean Baptiste Cazimir, né à Guiche le 17 juillet 1727 et mort le 25 novembre 1798, est un homme d'affaires français. Il est le premier des Prou-Gaillard à être arrivé à Marseille. Il en sera le premier Directeur de la Monnaie. Mais ses convictions religieuses lui causeront quelques souci de par ses désaccords avec les Révolutionnaires.

## Arrivée en Provence

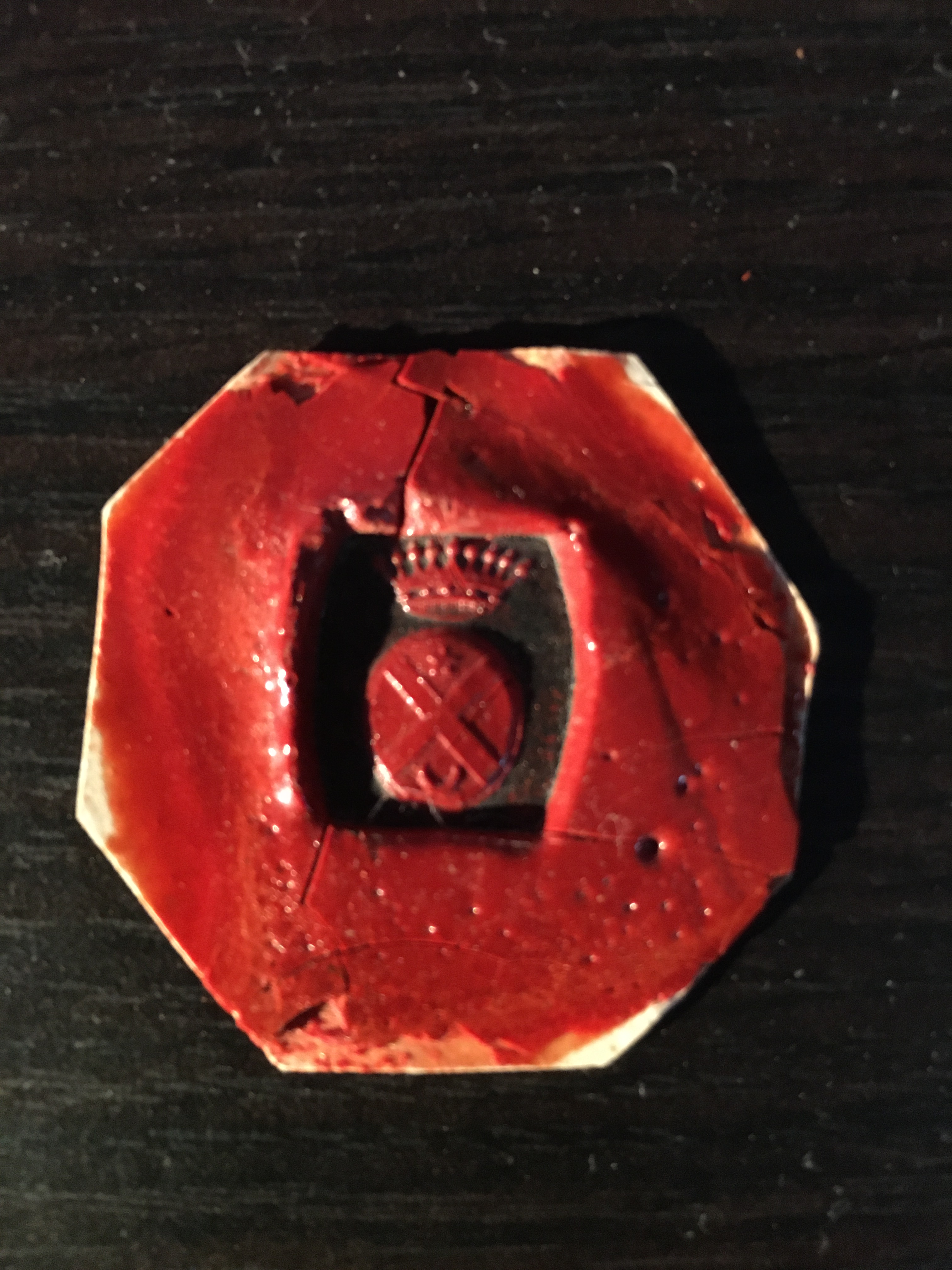
Sceau de Jean Baptiste Cazimir Prou-Gaillard

Jean Baptiste Cazimir Prou-Gaillard, né à Guiche le 17 juillet 1727, vient s'installer en Provence en 1744 avec Charles Jean Baptiste des Galois de la Tour, Conseiller au Parlement, puis Intendant de la généralité de Provence, duquel il est le secrétaire. Il sera également le gouverneur de son fils, Étienne Jean Baptiste Louis, né en 1750, puis avocat au Parlement de Provence, et pensionnaire du Roi.
Peu de temps après, il est nommé Premier commis des finances dans le service dit des "Parties casuelles", sous l'autorité du directeur général du Trésor Royal, puis des Finances, Jacques Necker. Au renvoi de ce dernier par le roi, en mai 1781, il quitte lui aussi le ministère, avec le titre de conseiller du roi, avocat au parlement. Il est alors envoyé à Aix-en-Provence pour occuper les fonctions de directeur de l'Hôtel présidial des Monnaies de la ville.

## Directeur de la Monnaie
Un édit royal de février 1786 prescrivit le transfert de l'Hôtel des Monnaies d'Aix à Marseille. Ce transfert a lieu par les soins du directeur, Jean Baptiste Cazimir Prou-Gaillard. Les ateliers de la Monnaie sont alors établis dans l'ancien couvent des Pères de la Merci, à la rue du Tapis Vert (au numéro 22 actuel). Ils sont ouverts solennellement le 1er décembre 1787. Le Directeur fit frapper, en présence du maire, des échevins et de l'assesseur, des espèces portant pour type un A (pour Aix) entrelacé d'un M (pour Marseille).
Lors du mouvement fédéraliste, J.-B. Prou-Gaillard est destitué. Mais la ville de Marseille rentrant dans l’obéissance à la Convention, il reprend possession de ses fonctions de directeur, et les conserve jusqu'à la fermeture de l'atelier, en 1794.
L'hôtel des Monnaies de Marseille fabriqua, en espèces d'or, d'argent et de cuivre, de 1787 à 1794, pour plus de 6 millions de livres,.

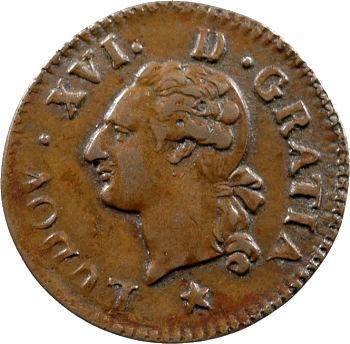
Louis XVI, Liard de bronze, 1782, Aix-en-Provence. Étoile au droit de Maître Jean Baptiste Cazimir Prou-Gaillard

C'est en 1794, en pleine période de la Terreur, que Jean Baptiste Prou-Gaillard reçoit l'ordre de fondre la statue de Notre Dame de la Garde. Heurté dans ses convictions, il déclare qu'il refuse absolument de détruire l'objet de la vénération et de la piété de tous les habitants de Marseille.
Peu de jours après, une brave femme vient l'avertir que son arrestation a été décrétée. Aussitôt les voisins, aidés par cette femme, cherchèrent à le soustraire à l'arrêt de mort qui l'attendait. Un boulanger, nommé Reboul, le déguisa en mitron et favorisa sa fuite, le jour même où l'ordre avait été donné de le faire comparaître devant le tribunal révolutionnaire,.
Jean-Baptiste Prou-Gaillard resta cependant titulaire de son emploi de Directeur de la Monnaie, jusqu'à sa mort le 5 frimaire an VII (25 novembre 1798).
Son fils, Jean Baptiste Cyprien Prou-Gaillard (1764-1835), lui succède pour devenir le 2e directeur de l'Hôtel des Monnaies de Marseille, de 1801 à 1809. Il quitte ensuite Marseille pour le département du Cher, où il termine sa vie comme maire de la commune d'Argenvières (1829-1835).